# Said Musa
Said Wilbert Musa (San Ignacio, 19 marzo 1944) è un politico beliziano.

## Biografia
È nato da madre beliziana e padre palestinese, originario della città di al-Bireh.
Dal novembre 1998 al febbraio 2008 è stato il sesto primo ministro del Belize.